# Cross Timbers
Cross Timbers és una població dels Estats Units a l'estat de Missouri. Segons el cens del 2000 tenia 185 habitants.

## Demografia
Segons el cens del 2000, Cross Timbers tenia 185 habitants, 90 habitatges, i 45 famílies. La densitat de població era de 158,7 habitants per km².
Dels 90 habitatges en un 26,7% hi vivien nens de menys de 18 anys, en un 37,8% hi vivien parelles casades, en un 8,9% dones solteres, i en un 50% no eren unitats familiars. En el 48,9% dels habitatges hi vivien persones soles el 32,2% de les quals corresponia a persones de 65 anys o més que vivien soles. El nombre mitjà de persones vivint en cada habitatge era de 2,06 i el nombre mitjà de persones que vivien en cada família era de 3,04.
Per edats la població es repartia de la següent manera: un 26,5% tenia menys de 18 anys, un 7,6% entre 18 i 24, un 21,6% entre 25 i 44, un 18,9% de 45 a 60 i un 25,4% 65 anys o més.
L'edat mediana era de 41 anys. Per cada 100 dones de 18 o més anys hi havia 83,8 homes.
La renda mediana per habitatge era de 12.917 $ i la renda mediana per família de 20.000 $. Els homes tenien una renda mediana de 26.607 $ mentre que les dones 21.250 $. La renda per capita de la població era de 10.413 $. Entorn del 50% de les famílies i el 42,6% de la població estaven per davall del llindar de pobresa.

## Poblacions més properes
El següent diagrama mostra les poblacions més properes.